# Amy Grant
Amy Lee Grant, född 25 november 1960 i Augusta, Georgia, är en amerikansk singer-songwriter inom pop och samtida kristen musik, skådespelare och författare.
Grant debuterade 1977 som tonåring. 1982 gavs genombrottsalbumet Age to Age ut. Detta album blev det första samtida kristna musikalbum som sålde platina.
1985 började Grants musik nå en bredare publik, hennes album Unguarded hamnade på radiotopplistor på andra radiokanaler än med kristen musik. Detta upprepades 1991 med Grants album Heart In Motion som blev en bästsäljare, och singeln "Baby Baby" blev en topplisteetta.
Under 1990-talet och tidiga 2000-talet fortsatte Amy Grant att spela in popinspirerade skivor, men 2002 ändrade hon inriktning till gospelmusik med skivan Legacy...Hymns and Faith. År 2006 var Grant programvärd i sitt eget tv-program på NBC i USA, som hette Three Wishes.

## Diskografi
- Amy Grant (1977)
- My Father's Eyes (1979)
- Never Alone (1980)
- Age to Age (1982)
- A Christmas Album (1983)
- Straight Ahead (1984) med låten Angels
- Unguarded (1985)
- The Animals Christmas (1986) (tillsammans med Art Garfunkel)
- Lead Me On (1988)
- Heart in Motion (1991)
- Home for Christmas (1992)
- House of Love (1994)
- Behind the Eyes (1997)
- A Christmas to Remember (1999)
- Legacy...Hymns and Faith (2002)
- Simple Things (2003)
- Rock of Ages...Hymns and Faith (2005)
- Somewhere Down the Road (2010)
- How Mercy Looks from Here (2013)
- Tennessee Christmas (2016)